# 72e British Academy Film Awards
De 72e British Academy Film Awards of BAFTA Awards werden op 10 februari 2019 uitgereikt in de Royal Albert Hall in Londen. De prijsuitreiking werd voor het tweede jaar op rij gepresenteerd door Joanna Lumley.
De nominaties werden op 9 januari 2019 bekendgemaakt door Will Poulter en Hayley Squires. Zes dagen eerder waren ook al de genomineerden voor de Rising Star Award bekendgemaakt.
The Favourite en Roma waren met respectievelijk zeven en vier BAFTA Awards de grote winnaars. Roma won de prijs voor zowel beste film als beste niet-Engelstalige film. The Favourite werd uitgeroepen tot beste Britse film.

## Winnaars en genomineerden
De winnaars staan bovenaan in vet lettertype.

### Beste film
- Roma
  - BlacKkKlansman
  - The Favourite
  - Green Book
  - A Star Is Born

### Beste regisseur
- Roma – Alfonso Cuarón
  - BlacKkKlansman – Spike Lee
  - Cold War – Paweł Pawlikowski
  - The Favourite – Yorgos Lanthimos
  - A Star Is Born – Bradley Cooper

### Beste originele scenario
- The Favourite – Deborah Davis en Tony McNamara
  - Cold War – Janusz Głowacki en Paweł Pawlikowski
  - Green Book – Brian Currie, Peter Farrelly en Nick Vallelonga
  - Roma – Alfonso Cuarón
  - Vice – Adam McKay

### Beste bewerkte scenario
- BlacKkKlansman – Spike Lee, David Rabinowitz, Charlie Wachtel en Kevin Willmott
  - Can You Ever Forgive Me? – Nicole Holofcener en Jeff Whitty
  - First Man – Josh Singer
  - If Beale Street Could Talk – Barry Jenkins
  - A Star Is Born – Bradley Cooper, Will Fetters en Eric Roth

### Beste vrouwelijke hoofdrol
- Olivia Colman – The Favourite
  - Glenn Close – The Wife
  - Viola Davis – Widows
  - Lady Gaga – A Star Is Born
  - Melissa McCarthy – Can You Ever Forgive Me?

### Beste mannelijke hoofdrol
- Rami Malek – Bohemian Rhapsody
  - Christian Bale – Vice
  - Steve Coogan – Stan & Ollie
  - Bradley Cooper – A Star Is Born
  - Viggo Mortensen – Green Book

### Beste vrouwelijke bijrol
- Rachel Weisz – The Favourite
  - Amy Adams – Vice
  - Claire Foy – First Man
  - Margot Robbie – Mary Queen of Scots
  - Emma Stone – The Favourite

### Beste mannelijke bijrol
- Mahershala Ali – Green Book
  - Timothée Chalamet – Beautiful Boy
  - Adam Driver – BlacKkKlansman
  - Richard E. Grant – Can You Ever Forgive Me?
  - Sam Rockwell – Vice

### Uitzonderlijke Britse film
- The Favourite
  - Beast
  - Bohemian Rhapsody
  - McQueen
  - Stan & Ollie
  - You Were Never Really Here

### Uitzonderlijk debuut van een Britse schrijver, regisseur of producent
- Beast – Michael Pearce (schrijver/regisseur), Lauren Dark (producent)
  - Apostasy – Daniel Kokotajlo (schrijver/regisseur)
  - A Cambodian Spring – Christopher Kelly (schrijver/regisseur/producent)
  - Pili – Leanne Welham (schrijver/regisseur), Sophie Harman (schrijver)
  - Ray & Liz – Richard Billingham (schrijver/regisseur), Jacqui Davies (producent)

### Beste niet-Engelstalige film
- Roma
  - Capernaum
  - Cold War
  - Dogman
  - Shoplifters

### Beste documentaire
- Free Solo
  - McQueen
  - RBG
  - They Shall Not Grow Old
  - Three Identical Strangers

### Beste animatiefilm
- Spider-Man: Into the Spider-Verse
  - Incredibles 2
  - Isle of Dogs

### Beste originele muziek
- A Star Is Born – Bradley Cooper, Lady Gaga en Lukas Nelson
  - BlacKkKlansman – Terence Blanchard
  - If Beale Street Could Talk – Nicholas Britell
  - Isle of Dogs – Alexandre Desplat
  - Mary Poppins Returns – Marc Shaiman

### Beste cinematografie
- Roma – Alfonso Cuarón
  - Bohemian Rhapsody – Newton Thomas Sigel
  - Cold War – Łukasz Żal
  - The Favourite – Robbie Ryan
  - First Man – Linus Sandgren

### Beste montage
- Vice – Hank Corwin
  - Bohemian Rhapsody – John Ottman
  - The Favourite – Yorgos Mavropsaridis
  - First Man – Tom Cross
  - Roma – Alfonso Cuarón en Adam Gough

### Beste productieontwerp
- The Favourite – Fiona Crombie en Alice Felton
  - Fantastic Beasts: The Crimes of Grindelwald – Stuart Craig en Anna Pinnock
  - First Man – Nathan Crowley en Kathy Lucas
  - Mary Poppins Returns – John Myhre en Gordon Sim
  - Roma – Eugenio Caballero en Bárbara Enríquez

### Beste kostuumontwerp
- The Favourite – Sandy Powell
  - The Ballad of Buster Scruggs – Mary Zophres
  - Bohemian Rhapsody – Julian Day
  - Mary Poppins Returns – Sandy Powell
  - Mary Queen of Scots – Alexandra Byrne

### Beste grime en haar
- The Favourite – Nadia Stacey
  - Bohemian Rhapsody – Mark Coulier en Jan Sewell
  - Mary Queen of Scots – Jenny Shircore
  - Stan & Ollie – Mark Coulier, Jeremy Woodhead en Josh Weston
  - Vice – Kate Biscoe, Greg Cannom, Patricia DeHaney en Chris Gallaher

### Beste geluid
- Bohemian Rhapsody – John Casali, Tim Cavagin, Nina Hartstone, Paul Massey en John Warhurst
  - First Man – Mary H. Ellis, Mildred Iatrou Morgan, Ai-Ling Lee, Frank A. Montaño en Jon Taylor
  - Mission: Impossible – Fallout – Gilbert Lake, James H. Mather, Chris Munro en Mike Prestwood Smith
  - A Quiet Place – Erik Aadahl, Michael Barosky, Brandon Proctor en Ethan Van der Ryn
  - A Star Is Born – Steve Morrow, Alan Robert Murray, Jason Ruder, Tom Ozanich en Dean Zupancic

### Beste visuele effecten
- Black Panther – Geoffrey Baumann, Jesse James Chisholm, Craig Hammack en Dan Sudick
  - Avengers: Infinity War – Dan DeLeeuw, Russell Earl, Kelly Port en Dan Sudick
  - Fantastic Beasts: The Crimes of Grindelwald – Tim Burke, Andy Kind, Christian Manz en David Watkins
  - First Man – Ian Hunter, Paul Lambert, Tristan Myles en J.D. Schwalm
  - Ready Player One – Matthew E. Butler, Grady Cofer, Roger Guyett en David Shirk

### Beste Britse korte animatie
- Roughhouse
  - I'm OK
  - Marfa

### Beste Britse korte film
- 73 Cows
  - Bachelor, 38
  - The Blue Door
  - The Field
  - Wale

## Films met meerdere nominaties
De volgende films kregen meerdere nominaties:
| Nominaties | Film                                        | Awards |
| ---------- | ------------------------------------------- | ------ |
| 12         | The Favourite                               | 7      |
| 7          | Bohemian Rhapsody                           | 2      |
| 7          | First Man                                   |        |
| 7          | Roma                                        | 4      |
| 7          | A Star Is Born                              | 1      |
| 6          | Vice                                        | 1      |
| 5          | BlacKkKlansman                              | 1      |
| 4          | Cold War                                    |        |
| 4          | Green Book                                  | 1      |
| 3          | Can You Ever Forgive Me?                    |        |
| 3          | Mary Poppins Returns                        |        |
| 3          | Mary Queen of Scots                         |        |
| 3          | Stan & Ollie                                |        |
| 2          | Beast                                       | 1      |
| 2          | Fantastic Beasts: The Crimes of Grindelwald |        |
| 2          | If Beale Street Could Talk                  |        |
| 2          | Isle of Dogs                                |        |
| 2          | McQueen                                     |        |

## BAFTA Fellowship
- Thelma Schoonmaker[6]

## Rising Star Award
- Letitia Wright
  - Jessie Buckley
  - Cynthia Erivo
  - Barry Keoghan
  - Lakeith Stanfield

## Uitzonderlijke Britse bijdrage aan de cinema
- Number 9 Films[7]